# Hijokaidan
Hijokaidan (en japonés: 非常階段, Hijōkaidan) es una banda japonesa de noise formada en 1979 en la ciudad de Osaka, Japón. es considerado como uno de los principales fundadores del noise japonés, junto con Hanatarash, The Gerogerigegege, entre otros del mismo movimiento, la mayoría de sus miembros son de los grupos: Incapacitants, The Stalin, entre otros, aunque el grupo no es considerado un supergrupo, el único miembro que pertenece desde la formación es Jojo Hiroshige, mismo líder principal.
Hijokaidan es caracterizado otro de los grupos anteriormente, que destruían escenarios completos en Japón, así mismo generando controversia, y en sus presentaciones también incluían destruir equipos de audio, aventar comida cruda, basura y en una ocasión orinarse en pleno escenario el miembro principal Jojo Hiroshige, en la actualidad es escaso la realización de estas anomalías en el grupo.
La música de Hijokaidan se caracteriza por mezclar elementos del noise, jazz, rock y improvisación libre.
Hijokaidan es considerado actualmente un grupo de culto, y su música es difundida fuera de los medios de comunicación. A lo largo de su trayectoria han sacado más de 15 álbumes de estudio, recopilaciones, entre otros trabajos.
En el grupo participó el músico Merzbow, siendo baterista en un periodo parcial.

## Integrantes

### Formación actual
- Yoshiyuki Hiroshige "Jojo" - guitarra
- Toshiji Mikawa - instrumentos electrónicos
- Junko - vocal
- Okano Futoshi - batería

### Exintegrantes
- Naoki Zushi - guitarra (? - ?)
- Katsuhiro Nakajima "Zuke" - vocal, guitarra (? - ?)
- Toshiyuki Oka - batería (? - ?)
- Masako Shigesugi "Mako" - bajo (? - ?)
- Akira Ichiguchi - saxofón (? - ?)
- Koichiro Kami - saxofón (? - ?)
- Hiroko Onishi "Semimaru" - vocal, teclados (? - ?)
- Sumireman - instrumentos electrónicos (? - ?)
- Naoto Hayashi - bajo (? - ?)
- Tomoko Kaiho "Woo" - bajo (? - ?)
- Takeshi Ishida - batería (? - ?)
- Mamoru Taniguchi "Taniyan" - guitarra (? - ?)
- Yuka - vocal (? - ?)
- Masami Akita "Merzbow" - batería (? - ?)
- Nao Shibata - batería (? - ?)
- Fumio Kosakai - instrumentos electrónicos (? - ?)

## Discografía

### Álbumes de estudio
- 1982: "Originals"
- 1983: "Gokuaku no Kyoten"
- 1984: "Viva Angel"
- 1985: "King of Noise"
- 1988: "No Paris / No Harm"
- 1989: "Modern"
- 1990: "Romance"
- 1991: "Windom"
- 1997: "Noise From Trading Cards"
- 2000: "Shumatsu-Shorijo"
- 2004: "The Last Recording Album"
- 2012: "Made in Studio"
- 2013: "Hatsune Kaidan"
- 2014: "Saita Hana ga Hitotsu ni Nareba Yoi" (álbum de sus 35 años de trayectoria del grupo)
- 2015: "Watashi o Noise ni Tsuretette"
- 2015: "Emergency Stairway to Heaven"
- 2016: "Togawa Kaidan"
- 2016: "Avan-Kaidan: Noise Daisakusen"
- 2016: "Hatanaka Kaidan"
- 2017: "Destroy Noise Symphony"
- 2019: "Ken'iten"
- 2020: "Okinawa Kaidan: Saya no Yume wa Yoru Hiraku"